# Гаршнеп
Га́ршнеп (лат. Lymnocryptes minimus) — вид птиц из семейства бекасовых (Scolopacidae), выделяемый в отдельный род.

## Описание
Длина тела гаршнепа составляет от 17—19 до см, размах крыльев — от 30 до 36 см, а масса колеблется в пределах от 40 до 73 г. Он значительно меньше похожего на него бекаса. Оперение спины, которое отсвечивает металлическим зелёным оттенком,  окрашено в чёрно-коричневые тона с желтоватыми продольными полосами. На темени у гаршнепа тёмная полоса. Для него характерен, по сравнению с бекасом, короткий прямой клюв длиной около 4 см. Хвост имеет клинообразную форму.

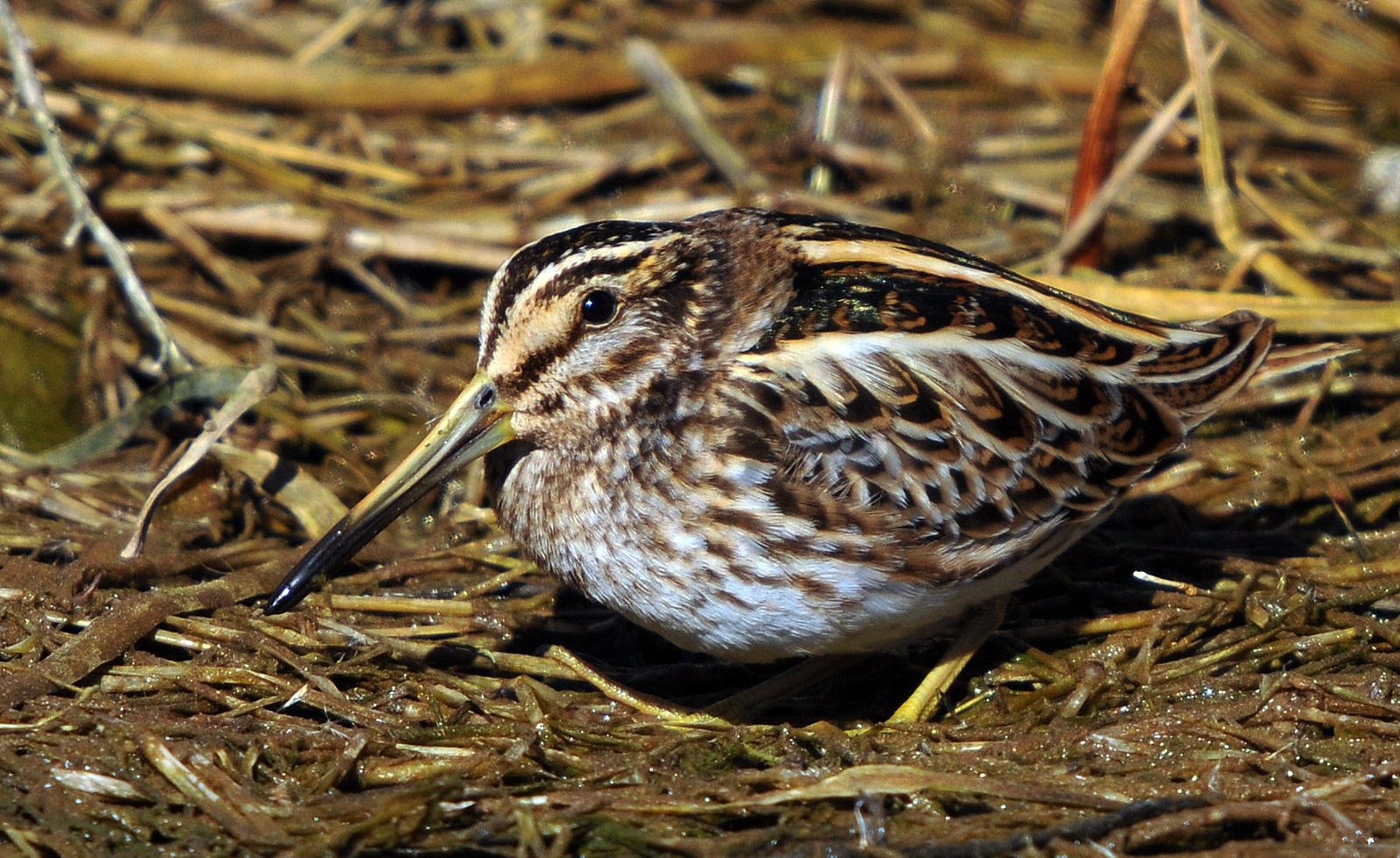
Гаршнеп

## Распространение
В летнее время гаршнепы гнездятся в болотных местностях от Скандинавии до Восточной Сибири. Зимуют гаршнепы в Европе, Сахеле, тропической Африке, Индии и Передней Азии.

## Поведение
Гаршнепы, как правило, прячутся в густой растительности, а если опасность застанет его на земле, гаршнеп незаметно к ней прижимается, остаётся неподвижным и спасается только когда к нему приблизятся на менее чем два метра, причём осенний гаршнеп может взлетать уже практически из-под ноги идущего человека. Его полёт быстрый, резкий и напоминает полёт летучей мыши. После короткого перелёта вновь приземляется.

## Размножение
В брачный период гаршнепы производят сложные полёты, при которых они ритмически щёлкают и пикируют с высоты 50 метров, а также выполняют волнообразные движения. Они гнездятся в таёжных болотах или на заливных лугах. Откладывают как правило четыре крупных яйца.
- Гаршнеп в тростниковых зарослях

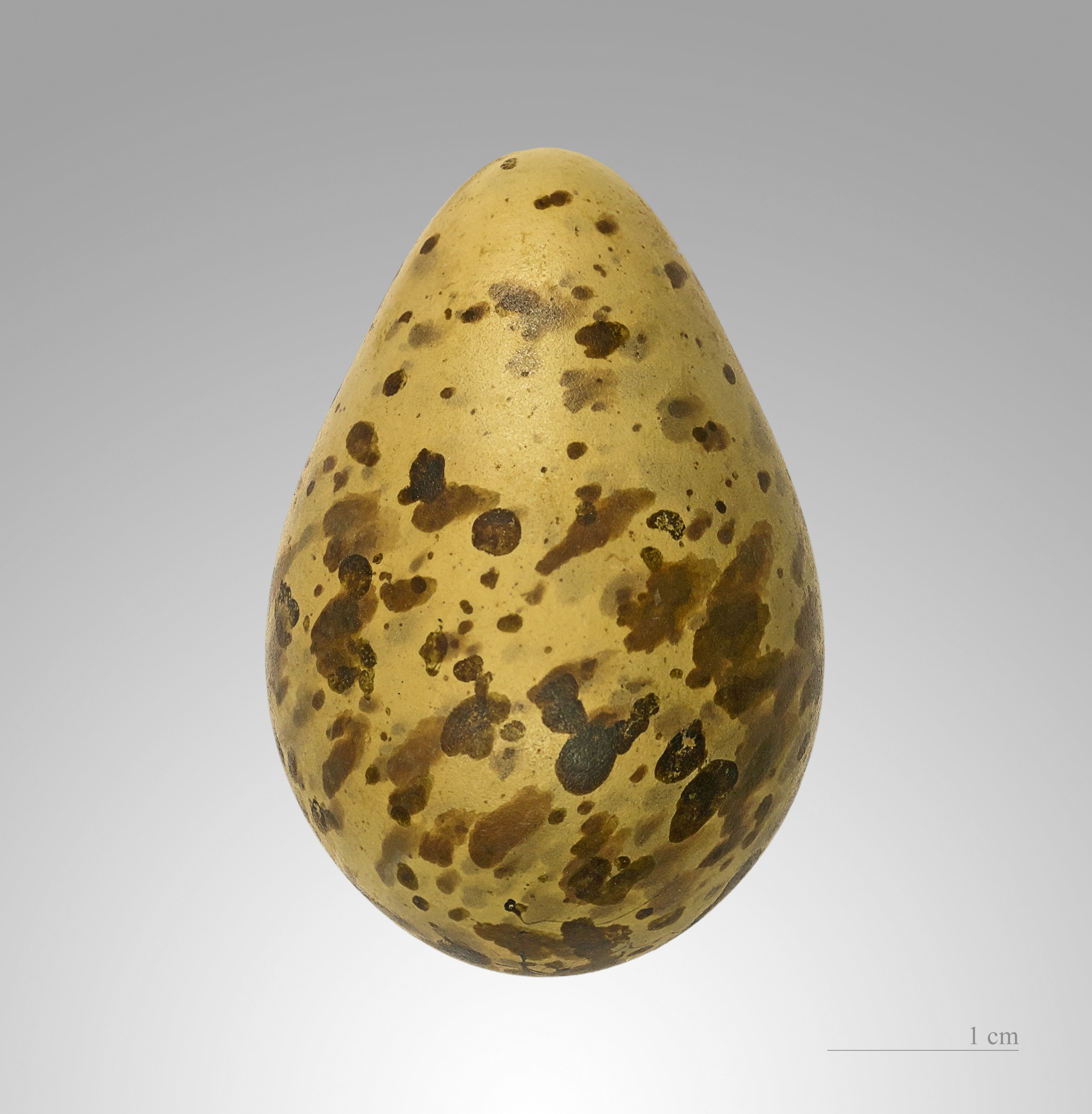
Яйцо в Тулузском музее

## Питание
Пища гаршнепов состоит главным образом из мелких беспозвоночных животных и семян, которые они находят на земле.

## Численность
Численность гаршнепа оценивается в более 1 миллиона особей.